# Milan Vondruška
Milan Vondruška (21. června 1925 Bošilec – ???) byl český a československý politik KSČ, za normalizace ministr školství České socialistické republiky a poslanec České národní rady.

## Biografie
Pocházel z dělnické rodiny. V roce 1945 absolvoval učitelský ústav a maturoval na gymnáziu v Jindřichově Hradci. Krátce byl zaměstnán jako učitel a od roku 1946 studoval na Filozofické fakultě Univerzity Karlovy, po jejímž absolvování učil na středních a vysokých školách. Mezi roky 1959 a 1960 pracoval na ministerstvu školství a kultury v oboru vysokých škol. Potom až do roku 1969 působil na postu proděkana fakulty Vysoké školy zemědělské, vedoucího katedry a ředitele Ústavu marxismu-leninismu v Českých Budějovicích. V roce 1969 se stal členem Krajského výboru KSČ v Jihočeském kraji, kde působil jako tajemník pro ideologickou oblast. Bylo mu uděleno Vyznamenání Za zásluhy o výstavbu.
Dne 8. října 1975 byl jmenován členem české druhé vlády Josefa Korčáka jako ministr školství . Post si udržel i v třetí vládě Josefa Korčáka, čtvrté vládě Josefa Korčáka a vládě Josefa Korčáka a Ladislava Adamce. Ministrem byl trvale po 12 let až do roku 1987.
Dlouhodobě působil rovněž v České národní radě. Byl do ní zvolen ve volbách roku 1976 a mandát poslance obdržel ve volbách roku 1981 a volbách roku 1986. Po sametové revoluci se před únorem 1990 vzdal mandátu v rámci procesu kooptace do ČNR.